# Seuneubok Teungoh (Peudawa)
Seuneubok Teungoh is een bestuurslaag in het regentschap Aceh Timur van de provincie Atjeh, Indonesië. Seuneubok Teungoh telt 322 inwoners (volkstelling 2010).